# Casa Cultural Gustavo Rojas Pinilla
El Museo Casa Cultural Gustavo Rojas Pinilla es un museo creado por el Consejo municipal de la ciudad de Tunja y la Personería Jurídica de la Gobernación de Boyacá por el Acuerdo 68 de 1981 en el lugar donde nació este presidente colombiano. Actualmente es administrado por la Universidad Pedagógica y Tecnológica de Colombia, y es sede de importantes expresiones artísticas, académicas y científicas del municipio de Tunja y del Departamento de Boyacá declarada mediante Ley 50 de 1986 como Monumento Nacional. Luego de la tercera restauración, cuenta con una sala especial dedicada al General Gustavo Rojas Pinilla que incluye 118 objetos de colección, la sala de los Presidentes Boyacenses con 13 pinturas, cuatro salas de oficinas administrativas, el auditorio principal "Maria Eugenia Rojas", entre otras salas de exposiciones y conferencias, la sala de tertulia y la Biblioteca Pública Juan de Vargas, con más de 12.200 volúmenes, próximamente se inaugura la Sala de la Mujer y la Habitación del Teniente General.